# Le Fraysse
Le Fraysse – miejscowość i gmina we Francji, w regionie Oksytania, w departamencie Tarn.
Według danych na rok 1990 gminę zamieszkiwały 393 osoby, a gęstość zaludnienia wynosiła 13 osób/km² (wśród 3020 gmin regionu Midi-Pireneje Le Fraysse plasuje się na 680. miejscu pod względem liczby ludności, natomiast pod względem powierzchni na miejscu 302.).